# Delf

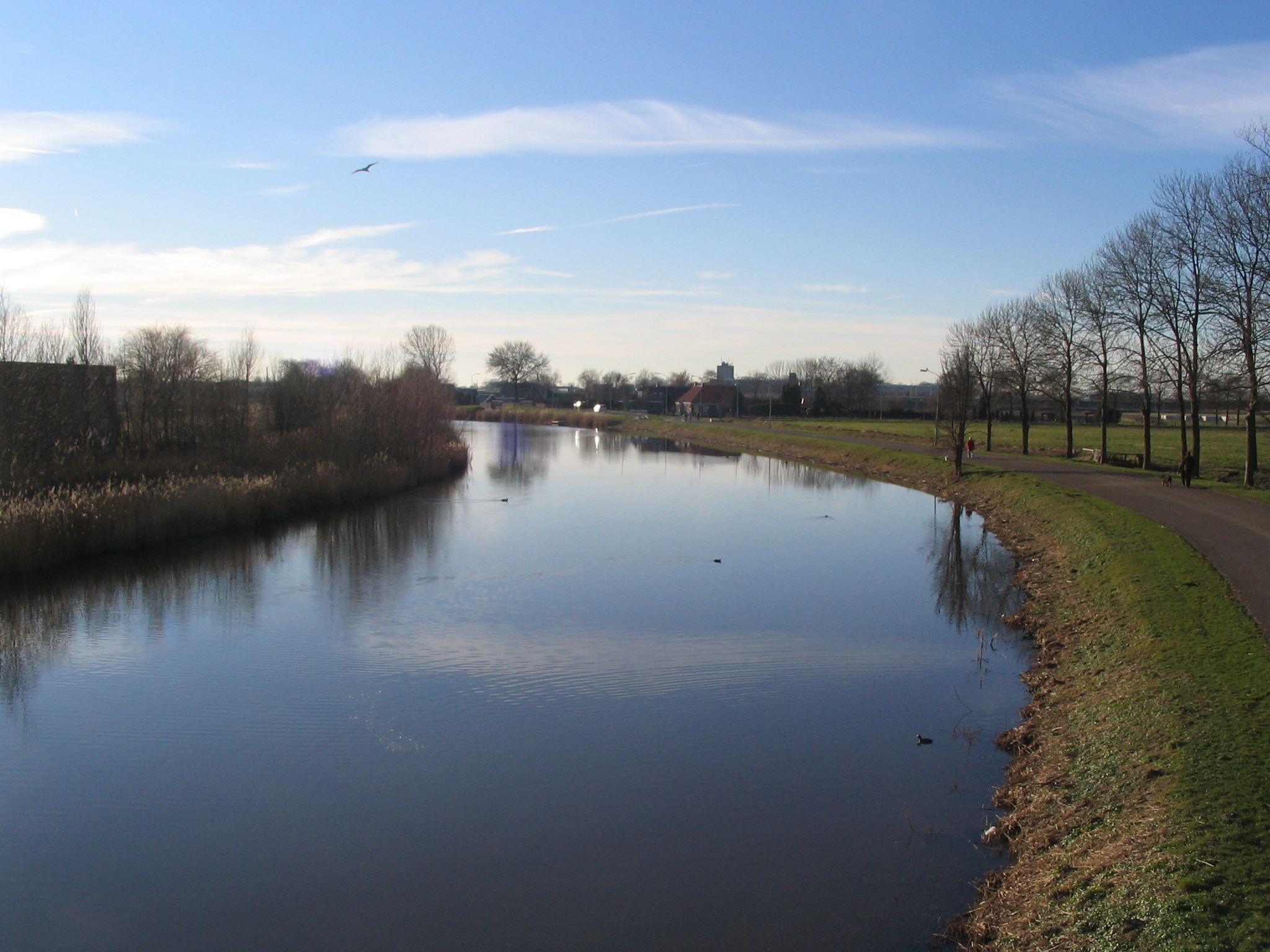
huidige Damsterdiep vanuit Delfzijl gezien

De Delf is een, waarschijnlijk voor het jaar 1000 aangelegde, waterweg van Delfzijl ( = zijl in de Delf) naar Winsum. Het is de voorloper van het Damsterdiep en het Winsumerdiep, die oorspronkelijk met elkaar in verbinding stonden. 
De Delf had twee functies: 
1. handelskanaal, om te voorkomen dat men over zee moest varen, een in die tijd gevaarlijke onderneming
2. afwateringskanaal, ter ontwatering van de door inklinking sterk gedaalde bodem van de reeds ontgonnen landerijen

Het eerste gedeelte is het huidige Damsterdiep van Delfzijl (waar de Delf later met  zijlen werd afgesloten) door Appingedam tot Winneweer. Van daar volgde het een gedeelte van de nu praktisch verzande Fivel en liep het langs de Delleweg. Dit gedeelte is nog nauwelijks herkenbaar. Delle is een variant van Delf.
In Appingedam maakte men in 1470 onderscheid tussen het gebied boven den Deel off Delff (ten zuiden van de Delf) en dat buten den Deel (ten noorden van de Delf), dat niet op de Delf afwaterde. De Solwerderstraat heette in 1468 de Buten Delvestraten.
De naam Delf komt van 'graven, delven', Oudfries delva of dela. Het Rudolfsboek uit de 13e eeuw stelt uitdrukkelijk dat het verboden is de kustverdediging door dytze jefte dele (door dijken te maken of te delven).
Er zijn meer watergangen met deze naam, zoals de Delf in de stad Emden. Ook de stad Delft dankt zijn naam aan een dergelijk water.

## Dellekanaal
De Fivel en de Deel werden verbonden door een kanaal langs de Delleweg bij Stedum. Bodemkundig onderzoek en grondboringen hebben het bestaan van dit kanaal, dat van twee kanten in open verbinding met de zee stond, aangetoond. Deze waterloop, die vermoedelijk uit de tiende eeuw dateerde, is omstreeks 1100 dichtgeslibd. Bij beginpunt langs de Fivel bevond zich mogelijk een versterking. Het verhoogde erf, voormalig kerkbezit van Stedum, werd in de negentiende eeuw Oldfort of Ol Fort genoemd, een denigrerende naam voor het vervallen boerderijtje dat hier vroeger stond. 

## Deel
Het derde gedeelte van de Delf tussen Middelstum en Winsum was ook bekend onder de naam Deel of Deelstermaar, later opgenomen in het Boterdiep. Onderzoek naar oude Friese waternamen toonde aan dat deel een synoniem is van delf. Het gemaal Den Deel dankt zijn naam aan de Deel.
Vanaf Middelstum is de Delf of Deel weer zichtbaar, nu als het Huizingermaar, het Westerwijtwerdermaar, het Boterdiep en het Winsumerdiep. Even ten westen van Winsum maakte het een bocht naar het zuiden, naar de plek die nu Oldenzijl heet en kwam daar uit in het Reitdiep, nu Oude Diepje.
Vanaf daar kon men verder varen naar het huidige Zoutkamp, om vanaf daar de Lauwerszee over te steken naar Dokkum.
In 1057 verleende de keizer markt- en muntrecht aan Winsum en aan Garreweer, twee plaatsen aan de Delf of er vlakbij. Het muntrecht van Garreweer is later overgegaan op het eveneens aan de Delf gelegen Appingedam, dat stadsrechten heeft gekregen.
De Hunsingoër Keuren van 1272 maakten onderscheid tussen de landerijen buta Delve (buiten, dat is ten noorden van de Delf), waar de abten van Oldeklooster en Rottum recht dienden te spreken, en de landerijen buppa Delve (boven, dat is ten zuiden van de Delf), waar de abt van Aduard die taak uitoefende.